# Sven Bender
Pour les articles homonymes, voir Bender.
Sven Bender est un footballeur international allemand né le 27 avril 1989 à Rosenheim. Il évolue au poste de milieu défensif avant de devenir entraîneur.
Cet international allemand est le frère jumeau de Lars Bender, joueur du Bayer Leverkusen au profil relativement semblable. Tout comme son frère jumeau, Sven est l'un des ambassadeurs officiels d'Adidas à travers le monde. Ensemble, ils sont vice-champion olympique 2016 avec l'équipe d'Allemagne.

## Biographie

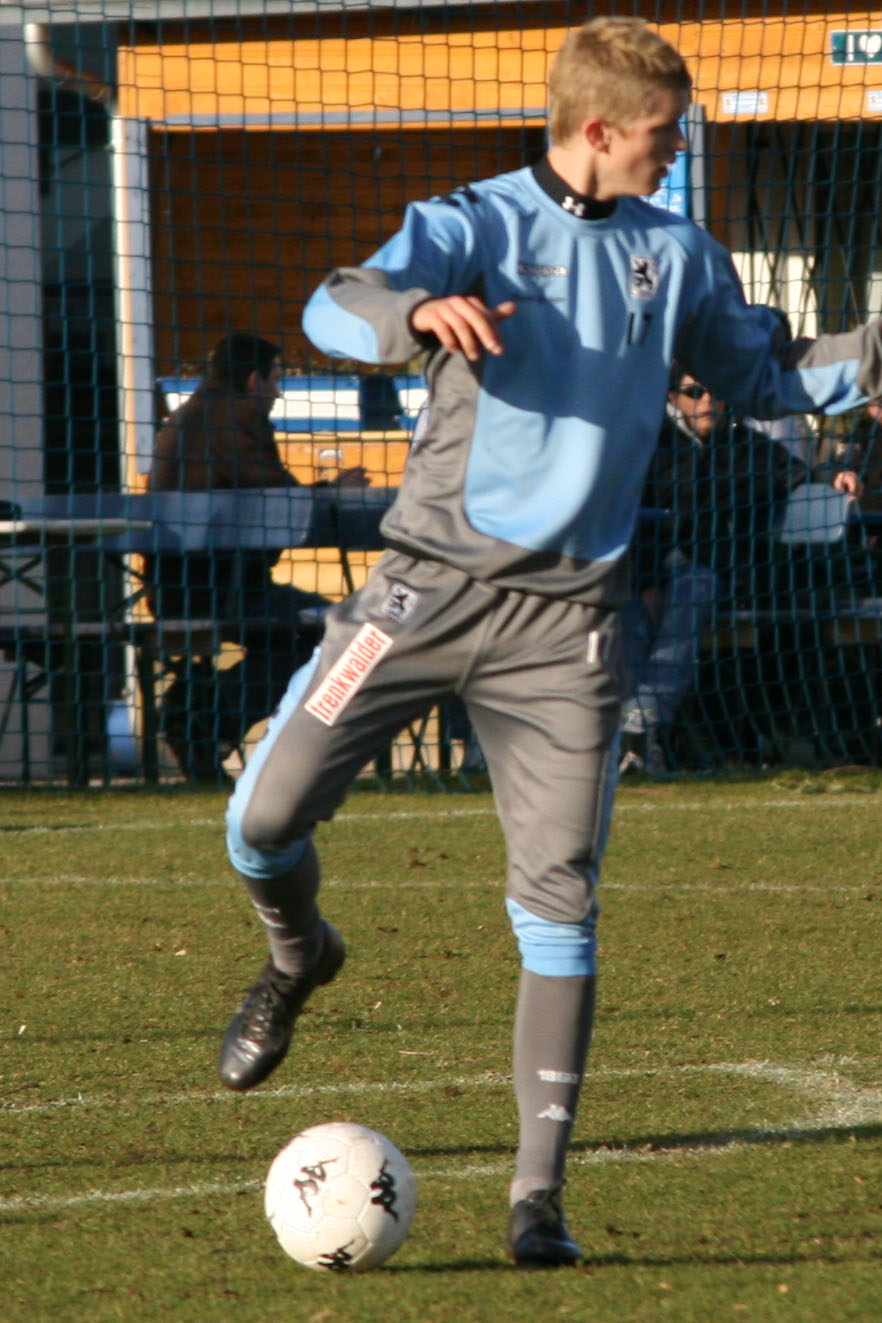
Sven Bender sous les couleurs du 1860 Munich.

Formé au TSV Munich 1860, il dispute son premier match professionnel le 18 décembre 2006 lors de la victoire 4-0 face à Aue en 2. Bundesliga. Devenu rapidement un titulaire régulier, il sera appelé dans les équipes nationales espoirs U17 puis U19 allemandes. Avec cette dernière, il remporta l'Euro 2008 des -19 ans. 
À l'été 2009, il signe un contrat de quatre ans en faveur du Borussia Dortmund, avec lequel il s'imposera petit à petit, en profitant des blessures récurrentes de Sebastian Kehl. 

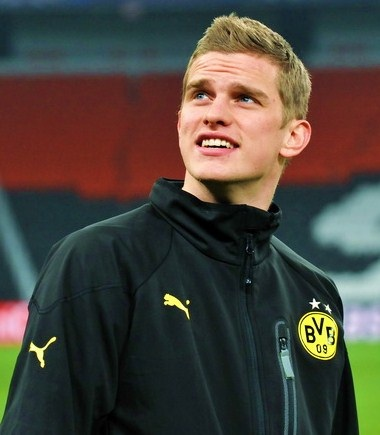
Sven Bender en reconnaissance de terrain avec Dortmund.

C'est finalement en 2010-2011 qu'il se révèle au public allemand, à l'image de Mario Götze et d'autres joueurs du Borussia Dortmund, alors leader incontesté de la Bundesliga.
Joachim Löw fait appel à lui pour la première fois en 2011, pour un match amical contre l'Italie. Il obtient sa première sélection contre l'Australie, le 29 mars 2011. Lors de la saison 2011-2012 il réalise le doublé coupe d'Allemagne-Bundesliga. 
Il fait partie de la liste des 27 pour l'Euro 2012 mais n'est finalement pas retenu. 
En mai 2013, lui et son équipe s'inclinent en finale de la Ligue des champions de l'UEFA 2013 contre le Bayern Munich (2-1).
Reconverti entraîneur, il est adjoint de l'équipe d'Allemagne des moins de 17 ans avant de devenir adjoint au Borussia Dortmund à la fin du mois de décembre 2023.

## Statistiques
| Saison                | Club                  | Championnat           | Championnat | Championnat | Coupe(s) nationale(s) | Coupe(s) nationale(s) | Supercoupe | Supercoupe | Compétition(s) continentale(s) | Compétition(s) continentale(s) | Compétition(s) continentale(s) | Total | Total |
| Saison                | Club                  | Division              | M.          | B.          | M.                    | B.                    | M.         | B.         | Comp.                          | M.                             | B.                             | M.    | B.    |
| 2006-2007             | TSV Munich 1860       | 2.Bundesliga          | 14          | 0           | -                     | -                     | -          | -          | -                              | -                              | -                              | 14    | 0     |
| 2007-2008             | TSV Munich 1860       | 2.Bundesliga          | 27          | 1           | 3                     | 0                     | -          | -          | -                              | -                              | -                              | 30    | 1     |
| 2008-2009             | TSV Munich 1860       | 2.Bundesliga          | 25          | 0           | 1                     | 0                     | -          | -          | -                              | -                              | -                              | 26    | 0     |
| Sous-total            | Sous-total            | Sous-total            | 66          | 1           | 4                     | 0                     | -          | -          | -                              | -                              | -                              | 70    | 1     |
| 2009-2010             | Borussia Dortmund     | Bundesliga            | 19          | 0           | -                     | -                     | -          | -          | -                              | -                              | -                              | 19    | 0     |
| 2010-2011             | Borussia Dortmund     | Bundesliga            | 31          | 1           | 1                     | 0                     | -          | -          | C3                             | 6                              | 0                              | 38    | 1     |
| 2011-2012             | Borussia Dortmund     | Bundesliga            | 24          | 1           | 3                     | 0                     | 1          | 0          | C1                             | 4                              | 0                              | 32    | 1     |
| 2012-2013             | Borussia Dortmund     | Bundesliga            | 20          | 1           | 1                     | 0                     | 0          | 0          | C1                             | 11                             | 0                              | 32    | 1     |
| 2013-2014             | Borussia Dortmund     | Bundesliga            | 19          | 1           | 2                     | 0                     | 1          | 0          | C1                             | 5                              | 0                              | 27    | 1     |
| 2014-2015             | Borussia Dortmund     | Bundesliga            | 20          | 0           | 5                     | 0                     | 1          | 0          | C1                             | 6                              | 0                              | 32    | 0     |
| 2015-2016             | Borussia Dortmund     | Bundesliga            | 19          | 0           | 5                     | 0                     | -          | -          | C3                             | 11                             | 0                              | 35    | 0     |
| 2016-2017             | Borussia Dortmund     | Bundesliga            | 6           | 0           | 1                     | 0                     | 0          | 0          | C1                             | 1                              | 0                              | 8     | 0     |
| Sous-total            | Sous-total            | Sous-total            | 158         | 4           | 18                    | 0                     | 3          | 0          | -                              | 44                             | 0                              | 223   | 4     |
| 2017-2018             | Bayer Leverkusen      | Bundesliga            | 29          | 2           | 5                     | 1                     | 0          | 0          | -                              | -                              | -                              | 34    | 3     |
| 2018-2019             | Bayer Leverkusen      | Bundesliga            | 27          | 0           | 2                     | 0                     | 0          | 0          | C3                             | 3                              | 0                              | 32    | 0     |
| 2019-2020             | Bayer Leverkusen      | Bundesliga            | 31          | 2           | 5                     | 0                     | 0          | 0          | C1+C3                          | 6+3                            | 1+0                            | 45    | 3     |
| 2020-2021             | Bayer Leverkusen      | Bundesliga            | 18          | 0           | 1                     | 0                     | -          | -          | C3                             | 1                              | 0                              | 20    | 0     |
| Sous-total            | Sous-total            | Sous-total            | 105         | 3           | 13                    | 1                     | 0          | 0          | -                              | 13                             | 1                              | 131   | 5     |
| Total sur la carrière | Total sur la carrière | Total sur la carrière | 328         | 8           | 35                    | 1                     | 3          | 0          | -                              | 58                             | 1                              | 424   | 10    |

## Palmarès

### En club
Borussia Dortmund
- Champion d'Allemagne (2) : 2011, 2012
- Coupe d'Allemagne (2) : 2012, 2017
- Supercoupe d'Allemagne de football : 2013 et 2014
- Ligue des champions de l'UEFA
  - Finaliste en 2013

### En sélection
Allemagne
- Vainqueur du Championnat d'Europe des moins de 19 ans 2008
- Allemagne Olympique
- Médaille d'argent aux Jeux Olympiques en 2016